# 福清市
福清市（ふくせいし、福州語平話字：Hók-chiăng-chê フッチャンチェイ）は、中華人民共和国福建省に位置する省直轄の県級市であり、しばらくの間、福州市の代理管轄下に置かれている。

## 概要
福建省の東部、東シナ海に面した福清市は福州・莆田・長楽と隣接する。大陸部の他に、東シナ海に突き出た半島部と島嶼部がある。モンスーンや台風の影響を受ける温帯夏雨気候に属し、年平均気温18.8℃と温暖で降霜はみられない。年間降水量は1,525ミリメートルとやや少な目であり。夏から秋に集中して観測する。しかし降雨後直ちに海洋に流出するため水不足がしばしば発生している。
福清は、福州市街地とは多少語彙や音声面で差があるが、同じ福州語を話す地域である。しかし、例えば、シンガポールでは、福州人（Foochow)と福清人（Hockchia）は別の同郷会を作るなど、違いが意識されることが多い。このため、福清の方言を福清語と呼ぶ場合もある。東側の島にあたる平潭県の言葉は福清の方言に非常に近い。現在、高齢者などを除いて、多くの人は普通話も話すことができる。
日本在住の中国人で一番多い出身地は、福清市と言われている。

## 歴史
唐代までは長楽県の一部分であったが、699年（聖暦2年）、長楽県から万安県が分置され、742年には福唐県と改名された。908年（開平2年）、後梁は永昌県と改称、更に後唐による同光年間に福唐県に復名した後、933年（長興4年）に福清県と改称され現在の名称が誕生している。
宋代は福州に帰属し、元代には福清州が、明代になる1371年（洪武4年）に福清県に改称され、中華人民共和国時代に継承された。
1990年12月に国務院の批准を受け県級市に昇格し現在に至っている。

## 行政区画
下部に7街道、17鎮を管轄する
- 街道
  - 玉屏街道、竜山街道、竜江街道、宏路街道、石竹街道、音西街道、陽下街道
- 鎮
  - 海口鎮、城頭鎮、南嶺鎮、竜田鎮、江鏡鎮、港頭鎮、高山鎮、沙埔鎮、三山鎮、東瀚鎮、漁渓鎮、上逕鎮、新厝鎮、江陰鎮、東張鎮、鏡洋鎮、一都鎮

## 経済
市内の工業としては採石業、ガラス工業が盛んであり、また沿岸部に位置し水産業も発達している。
農業に関しては平地が限定され、干ばつ被害もしばしば発生したことから発達せず、他の福建省沿岸部同様新天地を求め移住する移民を輩出した華僑の故郷となっている。500年以上前から海外移民も行われ清末までに台湾、マレーシア、インドネシア（ジャワ島のバンドンなど）、シンガポールなどの東南アジアを中心に日本の長崎にも江戸時代から福清出身者が多く訪れている。
近年では中東やアフリカ地域に進出す貿易などの商業活動に従事するケースも見られる。

### 工業区
- 融僑開発区
- 江陰工業区
- 元洪投資区

## 教育

### 教育研究学校
- 福清教師進修学校

### 高級中学
- 福清第一中学
- 福清実験高級中学

### 完全中学
- 福清第二中学
- 福清華僑中学
- 福清第三中学
- 福清融城中学
- 福清康輝中学

- 福清洪寛中学
- 福清宏路中学
- 福清海口中学
- 福清元載中学
- 福清龍西中学

- 福清港頭中学
- 福清高山中学
- 福清三山中学
- 福清虞陽中学
- 福清江兜中学

- 福清東張中学
- 福清江陰中学
- 福清三華学校
- 福清西山学校

- 福清龍翔学校
- 福清美佛爾学校
- 福清東南学校
- 福清華夏学校

### 初級中学
- 福清音西中学
- 福清姚世雄中学
- 福清北亭中学
- 福清里美中学
- 福清柏仙中学
- 福清元樵中学
- 福清城頭中学
- 福清城興中学

- 福清五龍中学
- 福清新楼中学
- 福清龍田中学
- 福清上蒼中学
- 福清龍東中学
- 福清西亭中学
- 福清江鏡中学
- 福清南宵中学

- 福清臨江中学
- 福清林厝中学
- 福清占陽華僑中学
- 福清芦華中学
- 福清錦江中学
- 福清海瑶中学
- 福清華南中学
- 福清僑心中学

- 福清瑟江中学
- 福清嘉儒中学
- 福清高山職業中学
- 福清育才中学
- 福清沙埔中学
- 福清天恩学校
- 福清栄昌中学
- 福清六一中学

- 福清東汗中学
- 福清祖欽中学
- 福清民楽中学
- 福清梧瑞中学
- 福清上逕融僑中学
- 福清梧崗中学
- 福清蒜嶺僑興中学
- 福清高厝中学

- 福清玉南中学
- 福清高嶺中学
- 福清良鎮中学
- 福清一都中学
- 福清文光中学
- 福清融美中学
- 福清玉融中学

かつて存在した福清大学は廃校となっている。

## 交通

### 鉄道

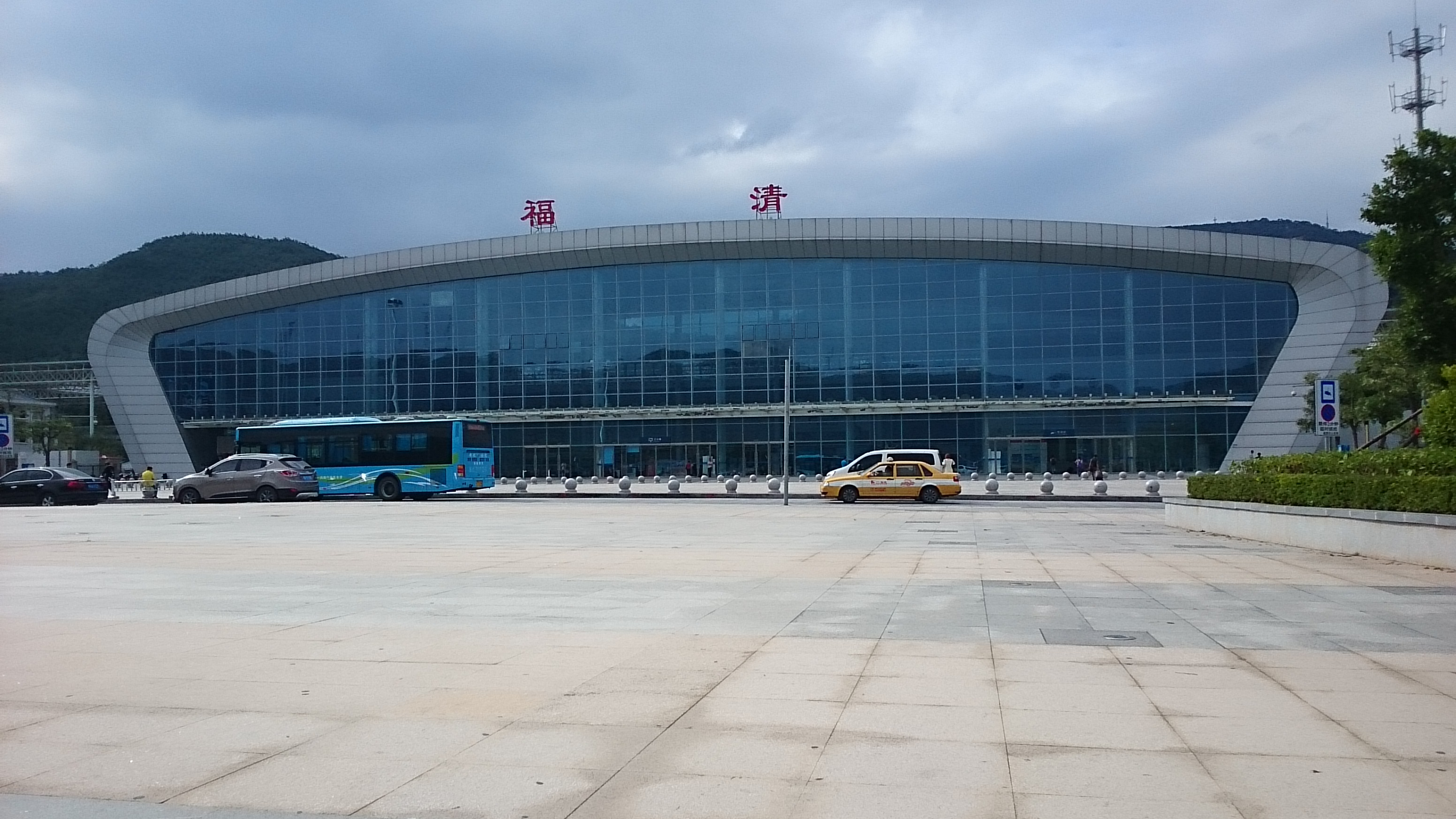
福清駅

- 中国国家鉄路集団
  - 福廈旅客専用線（中国語版）
    - 福清西駅

  - 福廈線
    - 福清駅

### 道路
- 高速道路
  - 瀋海高速道路
  - 福廈高速道路（中国語版）
  - 漁平高速道路（中国語版）

- 国道
  - G104国道（中国語版）
  - G228国道
  - G324国道
  - G534国道

## 観光地
- 石竹山
- 瑞雲塔
- 黄檗山風景区
- 瑞岩山風景区
- 霊石山国家森林公園
- 竜江橋
- 黄閣重綸坊
- 弥勒造像

### 特産品
- 養殖ウナギ、サワラ、アカガイなどの水産品。
- コルク画
- リュウガン
- 光餅、魚丸（ミートボール入りの魚肉練り製品）、海蠣餅、ビーフンなど

## 出身者
- 隠元禅師 - インゲンマメを日本に伝えた僧侶。訪日以後は没するまで宇治で過ごした。
- 翁善畊 - 福岡県久留米市で中華料理店や映画館を経営した実業家。